# Zipolite
Zipolite är en ort i Mexiko.   Den ligger i kommunen San Pedro Pochutla och delstaten Oaxaca, i den sydöstra delen av landet, 500 km sydost om huvudstaden Mexico City. Zipolite ligger 11 meter över havet och antalet invånare är 931.
Terrängen runt Zipolite är platt åt nordväst, men åt nordost är den kuperad. Havet är nära Zipolite söderut.  Närmaste större samhälle är San Pedro Pochutla, 10,5 km nordost om Zipolite. 